# لورنزو گونزالس
لورنزو گونزالس (انگلیسی: Lorenzo González؛ زادهٔ ۱۰ آوریل ۲۰۰۰) بازیکن فوتبال اهل اسپانیا است.
از باشگاه‌هایی که در آن بازی کرده‌است می‌توان به باشگاه فوتبال منچستر سیتی اشاره کرد.
وی همچنین در تیم‌های ملی فوتبال Switzerland national under-16 football team, Switzerland national under-17 football team, Switzerland national under-18 football team, Switzerland national under-19 football team، و Switzerland national under-20 football team بازی کرده‌است.